# Grafteken voor de familie Groen van Waarder

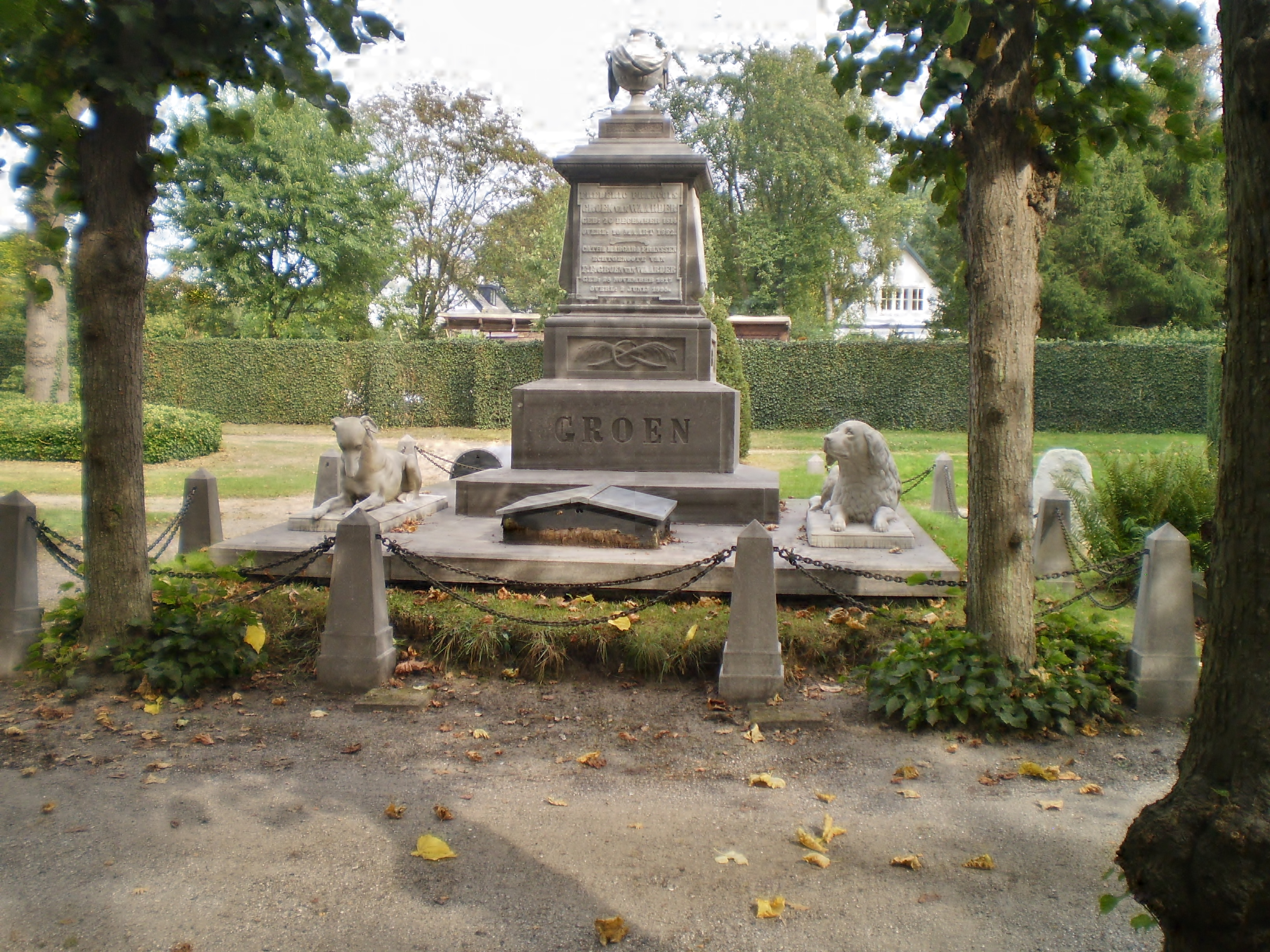
Grafteken

Het grafteken voor de familie Groen van Waarder bevindt zich op de voormalige lutherse familiebegraafplaats aan de Badlaan in Muiderberg. Het familiegraf werd opgericht in 1882 in opdracht van de familie Groen van Waarder. De voet van het rijksmonument werd gesigneerd door D. Weegewijs van steenhouwerij Rapenburg. Het graf ligt ten noorden aan het centrale pad dat door bomen geflankeerd wordt. De opschriften geven aan dat de laatste bijzetting in 1969 plaatsvond.

## Beschrijving
Het rechthoekige grafteken is uitgevoerd in hardsteen en wit marmer. Het grafteken met rechthoekige plattegrond heeft een vrijwel vierkante voet van hardstenen zerken. De hardstenen opbouw bestaat uit basement, sokkelplaat, stam met een witmarmeren tekstplaat op alle vier zijden. De top wordt bekroond door een gesluierde urn. Op het basement staan de familienamen: GROEN op het zuiden en VAN STOCKUM op het westen. Het monument wordt omgeven door hardstenen palen met kettingen. De toegang tot de kelder bevindt zich onder een houten kap. Op de zuidelijke grafplaat staat in hoofdletters de tekst: 
FRÉDÉRIC FRANCOIS
GROEN VAN WAARDER
GEB: 20 DECEMBER 1814
OVERL: 10 MAART 1882
(knook)
CATH.A. MARGAR.A. FRANSSEN
ECHTGENOTE VAN
F.F. GROEN VAN WAARDER
GEB: 29 NOVEMBER 1817
OVERL: 2 JUNIJ 1895
Op de westelijke plaat staat:
HERMAN FRÉDÉRIC
 GROEN VAN WAARDER
GEB: 6 AUGUSTUS 1846
OVERL: 1 OCTOBER 1904
(knook)
N. V. STOCKUM-METELERKAMP
23 OCT. 1889 - 5 MAART 1939
(knook)
HERMAN C.J.C. VAN STOCKUM
28 AUG. 1881 - 7 DEC. 1951

## Familie
Frédéric François Groen van Waarder (Ostende, 26 december 1814 - 10 maart 1882) was scheepsbouwer.
Herman Cornelis Jacobus Caderius van Stockum (Den Haag, 28 augustus 1881 - Bergen op Zoom, 7 december 1951) was heer van Waarder. Hij was een Amsterdamse reder, die vier jaar als gematigd liberaal het district Amsterdam II (het oostelijk havengebied) vertegenwoordigde. In de Kamer behartigde hij ook hoofdzakelijk scheepvaart- en handelsbelangen. Hij was de zoon van luitenant-kolonel cavalerie Cornelis Jacobus van Stockum,(Utrecht, 9 september 1838  - Utrecht, 10 oktober 1912), heer van Arkendam, en Catharina Johanna Margaretha Groen,(Amsterdam, 10 maart 1849 - Amersfoort, 26 juni 1924), vrouwe van Waarder. Op 19 mei 1910 trouwde hij in Venlo met Nelly Metelerkamp (Amersfoort, 23 oktober 1889 - Princenhage, 5 maart 1939), dochter van Adriaan J.P. Metelerkamp, heer van Bronkhorst, en jonkvrouw Anna Mathilda den Tex, (Amersfoort, 23 oktober 1889 - Breda, 5 maart 1939), vrouwe van Hernen.

## Symboliek
Op de sokkelplaat staan vele vormen van symboliek. Op de zuidzijde staan gekruiste palmbladeren (overwinning op de dood), die bijeen worden gehouden door een staartbijtende slang (ouroboros, oneindigheid); Aan de oostzijde verwijst de gevleugelde zandloper naar de vergankelijke tijd. De vlinder staat symbool voor de onsterfelijke ziel. De wederopstanding op de noordzijde wordt gesymboliseerd daar de omgekeerde brandende fakkel gekruist met de zeis (onverbiddelijke dood).

De witmarmeren urn met rouwsluier symboliseert het afdekken van het leven. De honden op de voet van het monument zijn symbool van trouw.